# Polygonum heterosepalum
Polygonum heterosepalum är en slideväxtart som beskrevs av M. E. Peck & Ownbey. Polygonum heterosepalum ingår i släktet trampörter, och familjen slideväxter. Inga underarter finns listade i Catalogue of Life.